# Eriostemon cynobiformis
Eriostemon cynobiformis là một loài thực vật có hoa trong họ Cửu lý hương. Loài này được Paul G.Wilson mô tả khoa học đầu tiên năm 1971.